# Морковин, Михаил Васильевич
Михаи́л Васи́льевич Морко́вин (14 декабря 1920 — 14 декабря 1989), советский военачальник, Герой Советского Союза (1943), генерал-лейтенант (1971).

## Биография
Родился 14 декабря 1920 года в селе Ищеино (ныне — Краснинского района Липецкой области). Русский. Из крестьянской семьи.
После окончания сельской школы с сентября 1936 года по июль 1939 года учился в педагогическом училище города Лебедянь Липецкой области. С августа 1939 года по ноябрь 1939 года работал учителем начальной школы деревни Выглядовка Красненского района Липецкой области. Призван в ряды Красной Армии в декабре 1939 года. В апреле 1941 года окончил Черниговское военно-инженерное училище.

### Великая Отечественная война
Уже 24 июня под Минском командир сапёрного взвода в составе 44-го стрелкового корпуса Западного фронта лейтенант М. Морковин вступил в бой с наступающими вражескими танками и пехотой, под огнём устанавливая на передовых рубежах фугасы, минируя дороги и мосты. Затем более двух недель несколько оставшихся в живых красноармейцев-сапёров под его командованием выходили из окружения, продолжая минировать дороги.
В 20-х числах июля 1941 года во время Смоленского сражения группа вышла из окружения в расположение своего корпуса. 24 июля М. Морковину была поставлена боевая задача взорвать крупный балочный мост через реку Днепр на вверенном ему участке обороны под Смоленском. Однако наличие большого количества тротила при отсутствии необходимых взрывателей делало задачу практически невыполнимой без самопожертвования. М. Морковин со своим бойцом, рискуя жизнью, с помощью ручных гранат и канистры бензина взорвали мост и только чудом не погибли сами. 28 июля 1941 года при обеспечении переправы отходящих войск РККА через Днепр в районе Соловьёво был ранен.
После излечения в госпитале был назначен командиром роты 615-го отдельного сапёрного батальона 335-й стрелковой дивизии. Участвовал в боях на Юго-Западном фронте, в наступательной операции РККА в районе города Шахты (Ростовской области). 17 апреля 1942 года тяжело контужен. С июня 1942 года в звании старшего лейтенанта стал заместителем командира 615-го отдельного сапёрного батальона 335-й дивизии, с боями отходившей к предгорьям Кавказа. Проявил находчивость и отвагу в сражениях за город Малгобек и Алханчуртскую долину на дороге к Грозному, под ураганным огнём соорудив на Алханчуртском канале специальные перемычки, которые задерживали спущенную по воде горящую нефть, делая долину непреодолимым препятствием для врага.
После битвы за Кавказ капитан М. Морковин, будучи заместителем командира 616-го отдельного сапёрного батальона 337-й стрелковой дивизии в составе Степного и Воронежского фронтов, участвовал в подготовке стратегической обороны в районе Курска, в самой Курской битве и, далее, в освобождении левобережной Украины.
В сентябре 1943 года командир 616-го отдельного сапёрного батальона майор М. Морковин получил боевой приказ обеспечить полкам дивизии переправу через Днепр с ходу в районе с. Зарубенцы Каневского района Черкасской области. В ночь на 22 сентября сапёры батальона, не дожидаясь подвоза инженерных средств, с помощью подручных плавсредств (двух старых баркасов, трёх рыбацких плоскодонных лодок и собранных из подручных материалов плотов) под сильным пулемётно-артиллерийским огнём противника начали переправу бойцов дивизии на Букринский плацдарм. Комбат всё время находился на берегу и лично руководил операцией по переброске войск на правый берег Днепра. Ширина реки в месте переправы составляла около 700 метров. За ночь сапёры переправили более 500 пехотинцев, которые к утру с боем овладели частью села Зарубенцы.
За подвиг, проявленный при форсировании реки Днепр и прочное закрепление плацдарма на западном берегу реки Днепр, майору Морковину М. В. указом Президиума Верховного Совета СССР от 29 октября 1943 года присвоено звание Героя Советского Союза.
Ещё трём подчиненным комбата за подвиги, проявленные при форсировании Днепра 22-23 сентября 1943 года, также было присвоено звание Героя Советского Союза (младшему лейтенанту И. Б. Беркутову, младшему сержанту В. И. Шумихину, ефрейтору С. И. Подкопаеву).
В феврале 1944 года майор М. Морковин со своими сапёрами принял активное участие в ликвидации группировки гитлеровских войск, окруженных под Корсунь-Шевченковским.
16 марта ему была поставлена задача с группой наиболее опытных бойцов батальона форсированным маршем, обходя отдельные вражеские гарнизоны, выйти к Южному Бугу в районе села Губник Винницкой области и подготовить переправу для подходящих полков дивизии. 17 марта, перед рассветом, первые подразделения дивизии подходили к Южному Бугу, где сапёры Морковина уже спускали на воду плоты. Комбат сам участвовал в первых рейсах, доставляя на западный берег пехоту и лёгкие пушки. В один из таких рейсов появились вражеские самолёты и плот командира разбило взрывом бомбы. Морковин был ранен, потерял сознание и был спасён бойцами.
С марта по август 1944 года находился на излечении в госпитале. В августе 1944 года по приказу маршала инженерных войск М. П. Воробьёва был представлен к поступлению в Военно-инженерную академию имени В. В. Куйбышева и после успешной сдачи вступительных экзаменов стал слушателем Академии, в которой учился с сентября 1944 по март 1950 года.

### Послевоенное время
- 24 июня 1945 года — участник Парада Победы на Красной площади в Москве (ассистент знаменосца Академии);
- март 1950 — октябрь 1957 года — старший офицер штаба инженерных войск Советской армии (подполковник);
- ноябрь 1957 — сентябрь 1959 года — слушатель Военной Академии Генерального штаба;
- сентябрь 1959 — апрель 1968 года — старший офицер, начальник группы, начальник отдела подготовки театра военных действий Главного оперативного управления Генерального штаба Вооружённых сил СССР[1];
- апрель 1968 — январь 1971 года — заместитель начальника управления — главный инженер 9-го Управления Министерства обороны СССР;
- январь 1971 — июнь 1987 года — начальник 9-го Центрального управления Министерства обороны СССР (генерал-лейтенант);
- после увольнения из Вооружённых сил СССР в 1987 году до декабря 1989 года — Главный эксперт Государственной экспертизы и инспекции Министерства обороны СССР.

Генерал-лейтенант М. Морковин с семьёй проживал в Москве. Скончался 14 декабря 1989 года. Похоронен на Троекуровском кладбище в Москве (участок № 2).

## Награды и звания
- Медаль «Золотая Звезда»;
- два ордена Ленина;
- орден Октябрьской революции;
- орден Трудового Красного Знамени;
- орден Отечественной войны 1-й степени;
- орден Красной Звезды;
- орден «За службу Родине в Вооружённых Силах СССР» III степени;
- орден «Знак Почёта»;
- пять орденов зарубежных стран;
- почётное звание «Заслуженный строитель РСФСР»;
- почётный гражданин города Лубны Полтавской области Украины.

## Память
- Барельеф и описание подвига на Аллее Славы в селе Красное Краснинского района Липецкой области.